# May Ling Su
May Ling Su, född 1973, är en filippinsk porrskådespelerska, konstnär  och feminist. Hon utbildade sig i kommunikation på Ateneo de Manila-universitetet i sitt hemland och flyttade sedan till San Francisco där hon och hennes make började med att spela in och sälja egna filmer.
År 2002 medverkade hon i en av Max Hardcores filmer och 2004 porträtterades hon av Timothy Greenfield-Sanders i hans bok XXX: 30 Porn-Star Portraits och i hans film Thinking XXX.
År 2010 uppmärksammades hon för sin bok On My Period i vilken hon gjort konst av och kring sin menstruation. Hon inkluderades också detta år som helgon i konstprojektet Porn Saints.
År 2011 var hon en av de porrstjärnor som lät sig porträtteras av den svenska konstnären Karl Backman inför hans utställning på Das Museum of Porn in Art i Zürich..

## Priser och nomineringar
- 2010: Good For Her Feminist Porn Award Nominee[10]